# 有名扁線油鯰
有名扁線油鯰（學名：Platynematichthys notatus），為輻鰭魚綱鯰形目長鬚鯰科的其中一種，分布於南美洲亞馬遜河、奧里諾科河流域，棲息在河川底層水域，本魚體延長呈圓柱形，口大且吻鈍，背部略隆起，第一背鰭呈三角形，鰭條延長，體上半部為深褐色，體下半部銀白色，體散布黑色圓斑，魚鰭淡紅色，尾鰭叉形，下葉黑色，體長可達80公分，屬肉食性，生活習性不明，可做為食用魚、觀賞魚。觀賞魚界俗稱銀豹鴨嘴。